# Carolina Costagrande
Carolina Del Pilar Costagrande (El Trébol ,15 de Outubro de 1980) é uma voleibolista argentina naturalizada italiana.Joga na posição de oposta e atualmente joga no time polonês Impel Wroclaw.
Costagrande  atuou na seleção argentina de 1990 a 2002 onde conquistou 2 vices campeonatos sul-americanos nos anos de 1999 e de 2001.Depois de quase 10 anos Carolina volta a atuar a nível de seleção só que desta vez defendendo as cores italianas onde conquistou a Copa do Mundo no ano de 2011 e foi eleita a MVP da competição.

## Clubes
| Clube               | País    | De        | A         |
| ------------------- | ------- | --------- | --------- |
| Pallavolo Palermo   | Itália  | 1998-1999 | 1998-1999 |
| Busto Arsizio       | Itália  | 1999-2000 | 1999-2000 |
| Teodora Ravenna     | Itália  | 2000-2001 | 2000-2001 |
| Pieralisi Jesi      | Itália  | 2001-2002 | 2002-2003 |
| Teodora Ravenna     | Itália  | 2003-2004 | 2003-2004 |
| Volley 2002 Forlì   | Itália  | 2004-2005 | 2004-2005 |
| Scavolini Pesaro    | Itália  | 2004-2005 | 2009-2010 |
| Dinamo Moscou       | Rússia  | 2010-2011 | 2010-2011 |
| Evergrand Guangdong | China   | 2011-2012 | 2012-2013 |
| Vakıfbank İstanbul  | Turquia | 2013-2014 | 2014-2015 |

## Prêmios Individuais
- Copa do Mundo 2011 :MVP
- Liga dos Campeões 2014 : Melhor Recepção